# Bellarmin Szent Róbert
Bellarmin Róbert (teljes nevén olaszul: Roberto Francesco Romolo Bellarmino), katolikus nevén Bellarmin Szent Róbert (Montepulciano, Toszkána, 1542. október 4. – Róma, 1621. szeptember 17.) olasz jezsuita szerzetes, bíboros. Jelentős szerepet játszott az ellenreformáció idején. XI. Piusz pápa emelte az egyháztanítók sorába 1931-ben.
Széles körben emlékeznek rá a Giordano Bruno elítélésében, a Galilei perének ügyében és Fulgenzio Manfredi ferences prédikátor perében játszott szerepe miatt is.

## Élete
Elszegényedett nemesi családban született. Édesanyja, II. Marcell pápa nővére támogatta a jezsuita rendet, s Bellarmin is szülővárosa jezsuita kollégiumába került, majd 18 éves korában belépett a rendbe. Három éven keresztül tanult filozófiát a Római Kollégiumban, a jezsuita rend tanulmányi intézetében, majd teológiai tanulmányokba kezdett Monrealéban és Padovában, ahol tomista tanárai voltak. A teológiát Leuvenben fejezte be, ahol alkalma volt megismerkedni a protestantizmus tanaival is. 1570-ben szentelték pappá Gentben. A kiváló teológus és szónok híre elterjedt egész Európában. 1576-ban XIII. Gergely pápa visszahívta Rómába, ahol a Gregoriana pápai egyetem apologetika tanszékének élére került. A hitvitázó teológiát kötelező tantárgy szintjére emelte. A tanítás mellett Gonzaga Alajos (Gonzaga Szent Alajos) lelki atyja is volt. Bírálta a pápai udvar világi szokásait, ezért könyveit 1588-ban betiltották, eltávolították őt Rómából, és Nápolyban lett a rend provinciálisa. VIII. Kelemen pápa idején rehabilitálták, és visszatérhetett Rómába. 1594-ben újabb betiltás következett, amikor a Konrtraverziók (a protestantizmus elleni harc szellemi útmutatója) 3. kötetét adta ki. Ismét Nápolyba kellett visszavonulnia 1597-ig. Amikor visszatért Rómába, megírta katekizmusát. 1599-ben akarata ellenére felvették a Bíborosi Kollégiumba, majd püspökké szentelték. Giordano Bruno perében ő volt a főinkvizítor. Luis de Molina pelagianizmussal vádolt írásai miatt a dominikánusok és jezsuiták közötti vitában Bellarmin, jezsuitaként, a molinizmust támogatta. Ezért ismét kegyvesztett lett 1602-ben, és Capua érsekévé nevezték ki. 1605-ben XI. Leó pápa visszahívta, és teológiai tanácsadójává tette. Bellarmin Rómában hunyt el. A Sant’ Ignazio templomban, Gonzaga Szent Lajos sírja mellett helyezték örök nyugalomra.

## Művei
- Disputationes de controversiis christianae fidei adversus hujus temporis haereticos (1586-93)
- Christianae doctrinae explicatio (1603)
- Judicium de libro, quem lutherani vocant Concordiae (1585)
- De translatione imperii romani a Graecis ad Francos, adversus Matthiam Flacium Illyricum (1589)
- Tractatus de potestate summi pontificis in rebus temporalibus (1610)
- Explanatio in Psalmos

## Magyarul
- Elménknek Istenben föl-menetelérül a teremtet allatok Garádichin. Robertus Bellarminus, Jesuiták Rendiböl-való Cardinal Könyvechkéje. Mellyet mostan Magyarúl irt és ki-nyomtattatot Tasi Gaspar; Klösz Jakab, Bártfa, 1639
- Mennyei dicsöseg, avagy az udvözült szentek örökké meg maradando boldogságok, és hellyek. Mellyet nemzete idvössegiert deákból magyarra hozott P. Agoston Peter jesvita; az Académiai bötükkel, Nagyszombat, 1674
- Nagy mesterseg a jo elet, mellyet a Jesus Társaságbéli Robertus Bellarminus a Romai Annya Szentegyháznak méltósságos kardinállyának stilusa szerint a magyar nemzetnek vigasztalására ugyan azon Jesus Társaságábol valo P. Tarnoczi Istvan meg-magyarázot anno 1679; Srnensky Mattyas, Nagyszombat, 1680
- Rövid keresztényi tudomány... melly latinból egy bizonyos lelki pásztor-által magyar nyelvre fordítatott; Akadémiai Ny., Nagyszombat, 1744
- Rövid keresztényi tudomány, 1-2.; Püspöki Ny., Eger, 1780
  - 2. A keresztényi tudománynak bővebben való meg-magyarázása
- A hét igéről. Melyet Krisztus a kereszten kimondott; ford., bev., jegyz. Alácsi Ervin János; Sursum, Gödöllő, 2019
- A jó halál mesterségéről; ford., bev., jegyz. Alácsi Ervin János; Sursum, Gödöllő, 2021
- A hét igéről. Melyet Krisztus a kereszten kimondott; ford., bev., jegyz. Alácsi Ervin János; 2. jav. kiad.; Sursum, Gödöllő, 2022